# Boleodorus volutus
Boleodorus volutus är en rundmaskart. Boleodorus volutus ingår i släktet Boleodorus, och familjen Tylenchidae. Arten är reproducerande i Sverige.